# Stepan Wytwycki
Stepan Wytwycki herbu Sas, ukr. Степан Витвицький (ur. 13 marca 1884 w Uhornikach, zm. 10 października 1965 w Nowym Jorku) – ukraiński polityk, dziennikarz, minister spraw zagranicznych w rządzie Zachodnioukraińskiej Republiki Ludowej (ZURL), poseł na Sejm IV i V kadencji w II RP, prezydent Ukraińskiej Republiki Ludowej na emigracji. Doktor praw, członek Towarzystwa Naukowego im. Szewczenki.

## Życiorys
W 1902 ze stopniem celującym ukończył c.k. gimnazjum w Stanisławowie. Studiował na wydziale prawa Uniwersytetu Franciszkańskiego we Lwowie, następnie kontynuował studia w Wiedniu. Po ukończeniu studiów, w 1910 otworzył kancelarię adwokacką w Drohobyczu.
Był członkiem Ukraińskiej Partii Narodowo-Demokratycznej, jednym z organizatorów zjednoczenia Ukraińskiej Republiki Ludowej i Zachodnioukraińskiej Republiki Ludowej 22 stycznia 1919, sekretarzem (ministrem) spraw zagranicznych w rządzie ZURL. Z racji tej funkcji uczestniczył w rozmowach z misjami alianckimi gen. Josepha Barthélemy’ego (luty 1919) i gen. Louisa Bothy’ego (maj 1919) (por. Linia Curzona – geneza pojęcia).
Od października 1919 uczestniczył w Warszawie, jako zastępca Andrija Liwyckiego w rokowaniach polsko-ukraińskich, które zakończyły się w kwietniu 1920 zawarciem sojuszu pomiędzy Polską a URL w kwietniu 1920 (układ Piłsudski – Petlura). Stepan Wytwycki wycofał się jednak z rozmów, gdy 2 grudnia 1919 Symon Petlura zaakceptował Zbrucz jako granicę polsko-ukraińską, co pozostawiało całą Galicję Wschodnią po stronie polskiej. Stepan Wytwycki domagał się podziału Galicji wzdłuż tzw. linii Barthélemy’ego, co wobec zajmowania całego terytorium spornego przez wojsko polskie i uzależnienia odbudowy URL od militarnego wsparcia polskiego było postulatem nierealistycznym.
Po opuszczeniu składu delegacji URL w Warszawie Stepan Wytwycki kontynuował najpierw pracę jako minister spraw zagranicznych rządu emigracyjnego ZURL z siedzibą w Wiedniu (podlegającego Jewhenowi Petruszewyczowi jako dyktatorowi ZURL), a następnie w latach 1921–1923 był przedstawicielem rządu ZURL w Paryżu i Londynie, gdzie bezskutecznie zabiegał o umiędzynarodowienie kwestii ukraińsko-galicyjskiej.
Po ostatecznym uznaniu przez aliancką Radę Ambasadorów suwerenności Polski nad Galicją Wschodnią (15 marca 1923) i rozwiązaniu następnego dnia przez Petruszewycza rządu ZURL, powrócił do Polski i od 1924 ponownie otworzył praktykę adwokacką w Drohobyczu.
W latach 1925–1939 działacz Ukraińskiego Zjednoczenia Narodowo-Demokratycznego. Poseł na Sejm RP w latach 1935–1939. Wobec najazdu sowieckiego na Polskę i związanych z okupacją policyjnych represji NKWD wobec działaczy ukraińskich emigrował do Niemiec. Po wojnie pozostał na emigracji, najpierw w Niemczech, później w Stanach Zjednoczonych. Po śmierci Andrija Liwyckiego w 1954 został prezydentem Ukraińskiej Republiki Ludowej na uchodźstwie, którym był do końca życia.